# François Marie Daudin
François Marie Daudin (29 d'agost de 1776 a París – 30 de novembre de 1803 a París) va ser un zoòleg francès. Va estudiar la carrera de física i d'història natural, però va acabar dedicat-se a aquesta última.
Daudin va escriure Traité élémentaire et complet d'Ornithologie (Tractat completa i elemental d'Ornitologia) del 1799-1800. Va ser un dels primers manuals moderns d'ornitologia, combinant la nomenclatura binominal de Linaeus amb les descripcions anatòmiques i fisiològiques de les descripcions de Buffon. Tot i que va endegar-la amb molta empenta, mai es va arribar a completar.
El 1800, també publicà Recueil de mémoires et de notes sur des espèces inédites ou peu connues de mollusques, de vers et de zoophytes (Col·lecció de records i notes sobre noves o poc conegudes espècies de mol·luscs, cucs i zoophytes).
Daudin va assolir el seu màxim èxit en herpetologia. Publicà Histoire naturelle des reinettes, des grenouilles et des crapauds (Història Natural de les granotes arborícoles, granotes i gripaus) en 1802, i Histoire naturelle, générale et particulière des rèptils (Història Natural dels Rèptils) (8 volums) del 1802-1803. Aquest darrer treball que conté descripcions de 517 espècies, moltes d'elles descrites per primera vegada, basant-se en l'examen més de 1100 exemplars.
Va ser ajudat per la seva dona Adèle, que va dibuixar les il·lustracions. Encara que els seus llibres van ser fracassos comercials sonat, la parella no va viure en la pobresa. Ella va morir de tuberculosi a principis el 1804, i ell la va seguir poc després, quan encara no havia complert els 30 anys.

## Crèdits taxonòmics
Malgrat la seva curta vida, Daudin fet una duradora contribució a la taxonomia.

### Ocells
- Accipiter minullus, Esparver menut
- Accipiter tachiro, Esparver africà
- Anhinga rufa, Anhinga africà
- Anthochaera paradoxa, Anthochaera paradoxa
- Ciccaba huhula, Gamarús negre
- Circ ranivorus, Arpella africana
- Corvus leucognaphalus, Corb de coll blanc
- Crypsirina temia, Garsa broncejada
- Falco chicquera, Falcó de coll vermell
- Falco rufigularis, Falcó dels ratpenats
- Falco tinnunculus Xoriguer comú
- Haliaeetus vocifer, Pigarg africà
- Lamprotornis ornatus, Estornell de príncep
- Lophaetus occipitalis, Àguila emplomallada
- Lophostrix cristata, Duc crestat
- Loxigilla portoricensis, Pinsà de Puerto Rico
- Malimbus malimbicus, Malimbe crestat
- Megascops nudipes, Xot de Puerto Rico
- Melanerpes portoricensis, Picot de Puerto Rico
- Melierax gabar, Astor gabar
- Morphnus guianensis, Harpia petita
- Onychognathus nabouroup, Estornell d'ales pàl·lides
- Paradisaea rubra, Ocell del paradís roig
- Phaethon lepturus, Cuajonc becgroc
- Ploceus baglafecht, Teixidor de Baglafecht
- Polemaetus bellicosus, Àguila marcial
- Saltator fuliginosus, Dansaire negre
- Seleucidis melanoleucus, Ocell del paradís de dotze filferros
- Spizaetus ornatus, Àguila astor galana
- Sporopipes frontalis, Teixidor menut de clatell rogenc
- Sturnus melanopterus, Acridotheres melanopterus
- Terathopius ecaudatus, Àguila saltimbanqui

### Rèptils
- Gènere Acanthophis, Acanthophis
- Gènere Bungarus, Bungarus
- Gènere Corallus, Corallus
- Gènere Eryx, Ericí
- Gènere Lachesis, Serp cascavell muda
- Gènere Pelamis, Pelamis platura
- Gènere Python, Pitó
- Gènere Ophisaurus, Ophisaure
- Gènere Takydromus, Oriental racers
- Alligator mississippiensis, American alligator
- Anolis auratus, Anois daurat
- Anolis punctatus, Anolis pucntatus
- Atretium schistosum, Atretium schistosum
- Bitis cornuta, Bitis cornuta
- Boa constrictor, Boa constrictora
- Caiman latirostris, caiman de morro ample
- Caiman yacare, caiman cocodril
- Clelia clelia, Mussurana
- Coronella girondica, Colobra bordelesa
- Cuora amboinensis, Cuora amboinensis
- Dendrelaphis tristis, Dendrelaphis tristis
- Disteira nigrocincta, Disteira nigrocincta
- Dracaena guianensis, Dracaena guianensis
- Dryocalamus nympha, Dryocalamus nympha
- Elaphe helena, Elaphe helena
- Enhydrina schistosa, Enhydrina schistosa
- Eumeces schneideri, Eumeces schneideri
- Gopherus polyphemus, Tortuga gòfer
- Hemidactylus triedrus, Hemidactylus triedrus
- Hydrophis cyanocinctus, Hydrophis cyanocinctus
- Hydrophis mamillaris, Hydrophis mamillaris,
- Hydrophis obscurus, Hydrophis obscurus
- Kentropyx striata, ratllat Kentropyx (llangardaix)
- Lacerta bilineata, Lluert
- Lycodon capucinus, Lycodon capucinus
- Micrurus psyches, carib serp de corall
- Oxybelis fulgidus, Oxybelis fulgidus
- Pituophis melanoleucus, Pituophis melanoleucus,
- Rafetus euphraticus, Rafetus euphraticus
- Ramphotyphlops braminus, Ramphotyphlops braminus
- Rhinoclemmys punctularia, Rhinoclemmys punctularia
- Sceloporus undulatus undulatus, Sceloporus undulatus
- Scelotes gronovii, Scelotes gronovii,
- Siphlophis compressus, Siphlophis compressus,
- Takydromus sexlineatus, Takydromus sexlineatus,
- Teius teyou, no és nom comú, familia Teiidae
- Timon lepidus, Timon lepidus
- Tripanurgos compressus, Tripanurgos compressus
- Varanus albigularis, Varanus albigularis
- Varanus bengalensis, Varanus bengalensis
- Varanus griseus, Varanus griseus
- Varanus indicus, Varanus indicus
- Xenoxybelis argenteus, Xenoxybelis argenteus

### Amfibis
- Caecilia albiventris, sense nom comú, Caecilian
- Cryptobranchus alleganiensis, salamandra gegant americana
- Elachistocleis surinamensis, Elachistocleis surinamensis
- Hoplobatrachus tigerinus, Hoplobatrachus tigerinus
- Hyla surinamensis (nomen dubium)[2]
- Pelodytes punctatus, Granota comuna de julibert
- Phyllomedusa hypochondrialis, Phyllomedusa hypochondrialis
- Pseudacris ocularis, Pseudacris ocularis
- Sphaenorhynchus lacteus, Sphaenorhynchus lacteus
- Xenopus laevis,Granota amb ungles africana

### Mol·luscs
- Gènere Spiroglyptus, cargols-cuc, família Vermetidae
- Gènere Vermetus, cargols-cuc, família Vermetidae

### Anèl·lids
- Gènere Spirorbis, Spirorbis

### Espècies nomenades en honor de Daudin
- Dipsochelys daudinii (Duméril & Bibron, 1835), Tortuga gegant de Daudin (extincta, Seychelles)

## Obra
- Recueil de memoires ... sur les Mollusques, de Vers et les Zoophytes. Paris 1806 p.m.
- Histoire naturelle des rainettes, des grenouilles et des crapauds. Bertrandet & Levrault, Paris 1802/03
- Histoire naturelle, générale et particulière, des reptiles. Dufart, Paris 1802–05 p.m.
- Recueil de mémoires et de notes sur des espèces inédites ou peu connues de mollusques, de vers et de zoophytes. Fuchs, Treuttel & Wurtz, Paris 1800
- Traité élémentaire et complet d'ornithologie ou Histoire naturelle des oiseaux. Bertrandet, Paris 1800